# Teåkerssjön
Teåkerssjön är en sjö i Melleruds kommun i Dalsland och ingår i Göta älvs huvudavrinningsområde. Sjön är 26 meter djup, har en yta på 4,18 kvadratkilometer och befinner sig 121,1 meter över havet. Sjön avvattnas av vattendraget Krokån (Teåkersälven).

## Delavrinningsområde
Teåkerssjön ingår i det delavrinningsområde (651932-129393) som SMHI kallar för Utloppet av Teåkerssjön. Medelhöjden är 159 meter över havet och ytan är 17,99 kvadratkilometer. Räknas de 5 avrinningsområdena uppströms in blir den ackumulerade arean 88,81 kvadratkilometer. Krokån (Teåkersälven) som avvattnar avrinningsområdet har biflödesordning 3, vilket innebär att vattnet flödar genom totalt 3 vattendrag innan det når havet efter 174 kilometer. Avrinningsområdet består mestadels av skog (63 procent). Avrinningsområdet har 4,61 kvadratkilometer vattenytor vilket ger det en sjöprocent på 25,6 procent.